# Amphoe La-un
Amphoe La-un (thailändisch อำเภอ ละอุ่น) ist ein Landkreis (Amphoe – Verwaltungs-Distrikt) der  Provinz Ranong. Die Provinz Ranong liegt in der Südregion von Thailand.

## Geographie
Amphoe La-un wird von folgenden Amphoe begrenzt (vom Norden im Uhrzeigersinn aus gesehen): Amphoe Kra Buri der Provinz Ranong, Amphoe Sawi, Amphoe Lang Suan und Amphoe Phato der Provinz Chumphon sowie Amphoe Mueang Ranong wieder in Ranong. Nach Westen über das Mündungsgebiet des Maenam Kraburi (Kraburi-Fluss) liegt die Tanintharyi-Division von Myanmar.
Der Maenam Kraburi ist neben dem Khlong La-un eine wichtige Wasser-Ressource. Sein großes Mündungsgebiet ist als ein Feuchtgebiet gemäß der Ramsar-Konvention geschützt. Das östliche Ufer des Mündungsgebiets ist Teil des Lam-Nam-Kraburi-Nationalparks (Thai: อุทยานแห่งชาติลำน้ำกระบุรี).
Im Osten des Landkreises liegt ein Teil des Namtok-Ngao-Nationalparks. Die Hauptattraktion und Namensgeber des 668 km² großen Parks ist der Ngao-Wasserfall, der bereits von weitem sichtbar ist. Der Park bietet aber noch einige weitere Wasserfälle sowie eine heiße Mineral-Quelle.

## Geschichte
Im Jahr 1932 wurde der Kleinbezirk (King Amphoe) La-un unter der Verwaltung des Landkreises Mueang Ranong eingerichtet. Am 28. Juni 1973 bekam La-un den vollen Amphoe-Status.
Ein neues Verwaltungsgebäude wurde 1996 erbaut. Im Zweiten Weltkrieg waren hier japanische Truppen stationiert und es endete hier am Klong La-un die Bahnstrecke Chumphon–Khao Fachi, die jedoch 1945 von den Briten demontiert wurde.

## Verwaltung

### Provinzverwaltung
Amphoe La-un ist in sieben Gemeinden (Tambon) eingeteilt, welche weiterhin in 35 Dörfer (Muban) unterteilt sind.
| \| Nr. \| Name \| Thai \| Muban \| Einw.[2] \| \| --- \| -------------- \| ---------- \| ----- \| -------- \| \| 1. \| La-un Tai \| ละอุ่นใต้ \| 06 \| 1.426 \| \| 2. \| La-un Nuea \| ละอุ่นเหนือ \| 11 \| 1.060 \| \| 3. \| Bang Phra Tai \| บางพระใต้ \| 03 \| 0.977 \| \| 4. \| Bang Phra Nuea \| บางพระเหนือ \| 05 \| 3.351 \| \| 5. \| Bang Kaeo \| บางแก้ว \| 05 \| 4.353 \| \| 6. \| Nai Wong Nuea \| ในวงเหนือ \| 02 \| 1.287 \| \| 7. \| Nai Wong Tai \| ในวงใต้ \| 03 \| 1.202 \| |                |            |       |       |
| Nr. | Name           | Thai       | Muban | Einw. |
| 1. | La-un Tai      | ละอุ่นใต้     | 06    | 1.426 |
| 2. | La-un Nuea     | ละอุ่นเหนือ   | 11    | 1.060 |
| 3. | Bang Phra Tai  | บางพระใต้   | 03    | 0.977 |
| 4. | Bang Phra Nuea | บางพระเหนือ | 05    | 3.351 |
| 5. | Bang Kaeo      | บางแก้ว     | 05    | 4.353 |
| 6. | Nai Wong Nuea  | ในวงเหนือ   | 02    | 1.287 |
| 7. | Nai Wong Tai   | ในวงใต้     | 03    | 1.202 |

### Lokalverwaltung
La-un (เทศบาลตำบลละอุ่น) ist eine Kleinstadt (Thesaban Tambon) im Landkreis, sie umfasst Teile der Tambon  La-un Tai und Bang Phra Tai.
Außerdem gibt es drei „Tambon-Verwaltungsorganisationen“ (TAO, องค์การบริหารส่วนตำบล) für die Tambon oder die Teile von Tambon im Landkreis, die zu keiner Stadt gehören.